# Winkler Unternehmensgruppe
Die Christian Winkler GmbH & Co. KG ist die Konzernobergesellschaft der winkler Unternehmensgruppe, einem Großhändler für Nutzfahrzeugersatzteile und Werkstattbedarf mit Sitz in Stuttgart. Sie betreut hauptsächlich Nutzfahrzeughalter, Omnibusunternehmen, Werkstätten und Agrarbetriebe.
Die Unternehmensgruppe unterhält Niederlassungen in Deutschland, Österreich, der Schweiz, Polen, Tschechien und der Slowakei. 
Aktuell unterhält das Unternehmen 41 Standorten.

## Geschichte
1901–1924: 1901 machte sich Christian Winkler als Wagenschmied in Stuttgart selbstständig, fünf Jahre später wurde er zum königlich-württembergischen Hofwagenschmied ernannt und an den Marstall gerufen. 1914 trat sein ältester Sohn Ludwig als Lehrling in den Betrieb ein. Noch im selben Jahr erblindete Christian Winkler. Trotz dieses Schicksalsschlags wurden Ludwig und sein jüngerer Bruder Wilhelm, der einige Zeit später ebenfalls in die Firma eintrat, von ihrem Vater ausgebildet.
1925–1945: Nach der erzwungenen Auflösung des Marstalls stand der Betrieb vor dem Nichts. Trotz der angespannten wirtschaftlichen Lage wurde ein neues Betriebsgelände gekauft. Daraus entstand die neue Unternehmensidee der Fertigung und Instandsetzung von Automobilfedern – was das Unternehmen schnell bekannt machte. Entwicklungsarbeiten für Porsche, Daimler-Benz, Kälble und Auwärter-Neoplan gehörten ebenso zum Aufgabenspektrum wie die Serienproduktion von Federn, Stabilisatoren und anderen Teilen. Anfang der 1940er Jahre wurde eine neue Fertigungshalle gebaut. Mit neu entwickelten Techniken wurden Achsen gerichtet und Lager- und Achsschenkelbolzensitze instand gesetzt.
1946–1962: Die neue Fertigungshalle überstand als einziges Gebäude den Krieg. Mit der Währungsreform 1948 begann der Wiederaufbau der Firma und dank des Marshallplans ging es schnell aufwärts. Das alte Werkstattgebäude wurde wieder aufgebaut und erweitert. 1958 wurde ein großer Neubau erstellt. Die Instandsetzungstechnologie wurde perfektioniert und im neuen Zweigwerk Weilimdorf erweitert.
1963–1985: 1963 begann der Großhandel mit Nutzfahrzeugteilen. Unter einer neuen Geschäftsleitungsgeneration entwickelte sich der Großhandel schnell zu einem dynamisch wachsenden Bereich. 1975 wurde ein moderner Betrieb in Ludwigsburg errichtet, in dem die Instandsetzungsabteilungen zusammengefasst wurden. Im Stammhaus in Stuttgart waren Verwaltung, Handel sowie Fertigung und Instandsetzung von Federn untergebracht. Ab 1972 begann eine Entwicklung mit neuen Standorten in Karlsruhe, Freiburg und Ulm.
1986–1999: 1987 wurde das erste Zentrallager in Ulm gegründet. 1996 entstand das zweite Zentrallager in Kassel. winkler entwickelte sich zum Vollsortimenter mit Betrieben in ganz Deutschland. In Härkingen in der Schweiz entstand der erste Standort Auslandsstandort und die Exportgesellschaft Winkler Truck and Trailer Parts wurde gegründet.
2000–heute: Im Jahr 2001 begann winkler, Ersatzteile für landwirtschaftliche Maschinen zu vertreiben. Weitere Betriebe in der Schweiz, Österreich, Polen, Tschechien und in der Slowakei eröffneten. Von 2002 bis 2011 verdoppelte sich die Zahl der Mitarbeiter der winkler Unternehmensgruppe. Nach über zwei Jahren Bauzeit wurde 2013 die Erweiterung des winkler Zentrallagers in Ulm abgeschlossen. Im Jahr 2019 wurde das dritte winkler Zentrallager in Himberg bei Wien eröffnet.

## Geschäftsbereiche

### Winkler Fahrzeugteile
Die winkler Handelsbetriebe betreuen Nutzfahrzeughalter, Werkstätten, Agrarbetriebe und Omnibusunternehmen, beraten ihre Kunden bei Identifikationsproblemen und geben Reparaturtipps. An jedem Standort gibt es zielgruppenspezifischen Beraterteams.

### Winkler Logistik
Das Logistikunternehmen Winkler Logistik bevorratet in drei der größten Zentrallager für Nutzfahrzeugersatzteile in Europa in Ulm, Lohfelden bei Kassel und Himberg bei Wien über 200.000 Teile für Lastkraftwagen, Anhänger, Sattelauflieger, Omnibusse, Transporter, Gabelstapler und Landmaschinen.

### Winkler Truck and Trailer Parts
Das Tochterunternehmen in Stuttgart exportiert über lokale Handelspartner vor Ort Nutzfahrzeugteile in die ganze Welt. Dabei greift Truck and Trailer Parts auf das gesamte winkler Produktprogramm sowie die Serviceleistungen von Winkler Logistik zurück.

### Winkler Fahrzeugtechnik
Die Winkler Fahrzeugtechnik mit Sitz in Ludwigsburg konzentriert sich auf die Instandsetzung von Nutzfahrzeugen und ist einer der wenigen Spezialisten für Achsinstandsetzung in Deutschland. Das angegliederte Gabelstaplerzentrum bietet Spezialinstandsetzungen für Gabelstapler.

## Produktbereiche
Zum Produktspektrum zählen Ersatzteile und Zubehör für Achse, Bremse und Lenkung, Beleuchtung und Elektrik, Chemische Produkte, Pflegemittel und Lacke, Druckluft- und Elektronikteile, Fahrerhausteile und Bordausstattung, Fahrzeugbauteile und Ladungssicherung, Federung und Dämpfung, Hydraulik, Kühlung und Klima, Motoren- und Antriebsteile, Tank- und Siloteile, Werkstatt- und Betriebsbedarf sowie Agrarbedarf.

## Instandsetzung
Neben dem Kauf von Neuteilen bietet das Unternehmen in seinem Technikzentrum in Ludwigsburg an, beschädigte Altteile wieder instand zu setzen. Nutzfahrzeuge aller Art und Fabrikate sowie deren Komponenten wie beispielsweise Achse und Hydraulik werden dort wieder einsatzfähig gemacht. Außerdem können dort auch Maschinen und Anlagenteile aus der Industrie wieder hergestellt werden.

## Mitglied in Verbänden
Die winkler Unternehmensgruppe ist in den Verbänden Carat und GVA aktiv. Im GVA (Gesamtverband Autoteile-Handel e.V.) unterstützt das Unternehmen die Initiative "Right to repair", die sich für den freien Nfz-Teilehandel einsetzt.